# 下田博次
下田 博次（しもだ ひろつぐ、1942年 - ）は、日本のジャーナリスト。群馬大学社会情報学部名誉教授。 	
NPO法人青少年メディア研究協会・初代理事長。専門は情報社会。

## 来歴・人物
1942年、愛知県にて出生。早稲田大学第一商学部卒業。雑誌記者、放送番組制作者を経て、2008年3月まで群馬大学社会情報学部大学院研究科教授。2008年4月から2009年5月まで同大学特任教授。警察庁の「少年インターネット利用に関する研究会」座長などに就く。
市民主導のIT（情報技術）革命を唱え、子どものインターネット利用を考えるホームページ「ねちずん村」を主宰する傍ら、ラジオで若者や親に向けインターネット・携帯電話の危険性を訴える番組を企画・放送している。信濃毎日新聞くらし面に「続・ケータイの落とし穴」を連載している。
ぐんま県NPO委員会会長を務めその後「市民立NPOカレッジ」の初代理事長に就任。
環境を守るNPO「富士山クラブ」理事。
NPO活動を行う人を支援しながらも自ら実践した。
子どもたちが簡単にインターネットを利用することに警鐘をならし、インターネットの危険・有害性から、子どもたちを守るための活動を目的としたホームページ「ねちずん村」の考えをより、世の中に広げるため、「青少年メディア研究協会」をつくり、理事就任。子どもの未来を考えたネット利用について様々な情報交換や、インターネットの有害性を少しでも減らし、また、有害性があることを知らせるために活動している。インターネットが子どもたちにとって、より有益なメディアにするためには、子どもも大人も危険性を知り、インターネットというものの正しい使い方を考え指導していく必要性を講演している。子どもたちのインターネット・携帯電話利用問題が問題に発展する前から、警鐘をならし現在も子どもの未来の為に、子どもたちが、どうネットと付き合うかを、研究している。

## 著書・論文

### 著書
- 『NTTの挑戦―いま進む30万人の組織革命』（1987年、講談社　ISBN 9784061840201）
- 『日本人とインターネット』（2000年、信濃毎日新聞社　ISBN 9784784098729）
- 『ケータイ・リテラシー―子どもたちの携帯電話・インターネットが危ない！』（2004年、NTT出版　ISBN 9784757101432）
- 『学校裏サイト』（2008年、東洋経済新報社　ISBN 9784492222805）
- 『子どものケータイ利用と学校の危機管理』（2009年、少年写真新聞社　ISBN 9784879812964）
- 『液晶画面に吸い込まれる子ども達』（2013年、女子パウロ会　ISBN 9784789607261)